# Réflectographie infrarouge

Formation d'une image en lumière visible et en lumière infrarouge.

La réflectographie infrarouge est une technique faisant appel à la lumière infrarouge pour visualiser des couches de carbone cachées par des pigments de peinture sans abîmer un tableau. Typiquement elle permet d'étudier les dessins préparatoires de peintures sur toiles et des repentirs qui sont cachés par la peinture finale. L'accélération récente des progrès techniques, outre l'amélioration des caméras, permet dorénavant de traiter par informatique les réflexogrammes.

## Principe
| |  |  |
| À gauche : Raphaël, La Dame à la licorne (1505-1506), Rome, Galerie Borghèse. À droite : réflectographie révélant la figure originale d'un chien à la place de la licorne. |  |  |

La réflectographie infrarouge tire parti de la baisse du pouvoir couvrant des pigments de peinture à des longueurs d'onde de 2 μm. La longueur d'onde idéale serait entre 1,8 μm et 2,5 μm. Pour l'observateur, l'image d'un tableau est le résultat de la réflexion partielle de la lumière du spectre visible sur la peinture. Certaines longueurs d'onde sont réfléchies alors que d'autres sont absorbées. Les fréquences réfléchies forment une couleur dans l'œil de l'observateur.
Par sa longueur d'onde plus élevée que la lumière visible, la lumière infrarouge est absorbée par des pigments et substrats différents du spectre visible. Ainsi, elle traverse de nombreuses couches de peintures opaques à la lumière visible, mais reste absorbée par certains composants, notamment les couches à base de carbone et les accumulations de peintures. Enfin, les préparations de fond de toile reflètent cette lumière.
Lorsqu'on filme en lumière infrarouge, les éléments de peintures visibles sont traversés de manière transparente par le rayonnement. Les éléments de dessin à la mine de plomb ou au carbone absorbent la lumière. Le fond reflète le rayonnement vers l'optique de la caméra, formant une image en négatif des couches profondes de la toile. Une variation de la fréquence permet enfin de faire varier les matériaux réfléchissants et absorbant.

## Historique
Les fondements de cette technique ont été posés par J. R. J. van Asperen de Boer dans sa thèse en 1970, notamment la mise en évidence de la baisse du pouvoir couvrant des pigments pour des longueurs d'onde infrarouges.

## Limitations techniques
La mise en évidence de dessin repose sur la présence d'un dessin au carbone absorbante sur une préparation de fond réfléchissant blanc. Si cette technique est classique aux XVe et XVIe siècles, le XVIIe siècle préféra des préparations colorées et un dessin à base de liquides non-carbonés qui rend difficilement applicable cette méthode d'investigation. Le XIXe siècle opta de nouveau pour un fond blanc lumineux qui rend possible l'usage de la réflectographie infrarouge.
La technique contemporaine la plus avancée pour réaliser ces analyses est le scanner.

## Source
- P. Le Chanu, « La réflectographie infrarouge appliquée à l'étude des peintures de chevalet ».